# Il terzo giorno
Il terzo giorno (The Third Day) è un film del 1965 diretto da Jack Smight.